# Petrophora defluata
Petrophora defluata är en fjärilsart som beskrevs av Alpheus Spring Packard 1876. Petrophora defluata ingår i släktet Petrophora och familjen mätare. Inga underarter finns listade i Catalogue of Life.